# 수원시의 국회의원

## 행정구역 변천
- 1949년 8월 15일 경기도 수원군 수원읍이 경기도 수원시로 승격
- 1963년 1월 1일 화성군 일왕면 일부(상광교리·하광교리·조원리·송죽리·파장리·정자리·이목리·율전리·천천리·탑리·구운리), 태장면 일부(원천리·매탄리·권선리), 안용면 일부(곡반정리·대황교리·장지리·고색리·평리·오목천리) 편입
- 1983년 2월 15일 용인군 수지면 이의리·하리 편입
- 1987년 1월 1일 화성군 매송면 금곡리·호매실리 편입
- 1988년 7월 1일 구제 실시로 장안구·권선구 설치
- 1993년 2월 1일 경기도 수원시 팔달구 설치
- 1994년 12월 26일 화성군 태안읍 영통리·신리·망포리 일부, 용인군 기흥읍 영덕리 일부 편입
- 1995년 4월 20일 화성군 태안읍 망포리 편입
- 2003년 11월 24일 경기도 수원시 영통구 설치

## 수원시의 역대 국회의원
| 대수         | 이름           | 소속정당     | 임기                               | 선거구역 |
| ------------ | -------------- | ------------ | ---------------------------------- | --- |
| 제2대        | 홍길선(洪吉善) | 민주국민당   | 1950년 5월 31일 - 1954년 5월 30일  | 수원시 일원(제5선거구)                                                                                      |
| 제3대        | 정존수(鄭存秀) | 자유당       | 1954년 5월 31일 - 1958년 5월 30일  | 수원시 일원(제4선거구)                                                                                      |
| 제4대        | 홍길선(洪吉善) | 민주당       | 1958년 5월 31일 - 1960년 7월 28일  | 수원시 일원(제4선거구)                                                                                      |
| 제5대 민의원 | 홍길선(洪吉善) | 민주당       | 1960년 7월 28일 - 1961년 5월 16일  | 수원시 일원(제4선거구)                                                                                      |
| 제6대        | 이병희(李秉禧) | 민주공화당   | 1963년 12월 17일 - 1967년 6월 30일 | 수원시 일원(제3선거구)                                                                                      |
| 제7대        | 이병희(李秉禧) | 민주공화당   | 1967년 7월 1일 - 1971년 6월 30일   | 수원시 일원(제3선거구)                                                                                      |
| 제8대        | 이병희(李秉禧) | 민주공화당   | 1971년 7월 1일 - 1972년 10월 17일  | 수원시 일원(제4선거구)                                                                                      |
| 제9대        | 이병희(李秉禧) | 민주공화당   | 1973년 3월 12일 - 1979년 3월 11일  | 수원시·화성군 일원(제2선거구)                                                                               |
| 제9대        | 김형일(金炯一) | 신민당       | 1973년 3월 12일 - 1979년 3월 11일  | 수원시·화성군 일원(제2선거구)                                                                               |
| 제10대       | 이병희(李秉禧) | 민주공화당   | 1979년 3월 12일 - 1980년 7월 4일   | 수원시·화성군 일원(제2선거구)                                                                               |
| 제10대       | 유용근(劉溶根) | 신민당       | 1979년 3월 12일 - 1980년 10월 27일 | 수원시·화성군 일원(제2선거구)                                                                               |
| 제11대       | 이병직(李秉稷) | 민주정의당   | 1981년 4월 11일 - 1985년 4월 10일  | 수원시·화성군 일원(제3선거구)                                                                               |
| 제11대       | 유용근(劉溶根) | 민주한국당   | 1981년 4월 11일 - 1985년 4월 10일  | 수원시·화성군 일원(제3선거구)                                                                               |
| 제12대       | 이병직(李秉稷) | 민주정의당   | 1985년 4월 11일 - 1988년 5월 29일  | 수원시·화성군 일원(제1선거구)                                                                               |
| 제12대       | 박왕식(朴旺植) | 신한민주당   | 1985년 4월 11일 - 1988년 5월 29일  | 수원시·화성군 일원(제1선거구)                                                                               |
| 제13대       | 김인영(金仁泳) | 민주정의당   | 1988년 5월 30일 - 1992년 5월 29일  | 수원시 갑: 매교동, 세류1동, 세류2동, 세류3동, 평동, 서둔동, 매산동, 고등동, 인계동, 매탄동, 원천동, 곡선동  |
| 제13대       | 이병희(李秉禧) | 신민주공화당 | 1988년 5월 30일 - 1992년 5월 29일  | 수원시 을: 팔달동, 남향동, 신안동, 화서1동, 화서2동, 파장동, 정자동, 영화동, 송원동, 연무동, 지만동, 이의동 |

## 같이 보기
- 화성시의 국회의원(9대 ~ 12대)
- 수원시 장안구의 국회의원(14대~ )
- 수원시 팔달구의 국회의원(15대~ )
- 수원시 영통구의 국회의원(17대~ )
- 수원시 권선구의 국회의원(14대~ )
- 수원시 갑 (1988년 선거구)
- 수원시 을 (1988년 선거구)
- 수원시 장안구 (선거구)
- 수원시 권선구 갑
- 수원시 권선구 을
- 수원시 권선구 (선거구)
- 수원시 팔달구 (선거구)
- 수원시 영통구 (선거구)
- 수원시 갑
- 수원시 을
- 수원시 병
- 수원시 정
- 수원시 무
- 용인시의 국회의원
- 성남시의 국회의원
- 안양시의 국회의원
- 안산시의 국회의원
- 의왕시의 국회의원
- 과천시의 국회의원
- 오산시의 국회의원
- 화성시의 국회의원
- 경기 광주시의 국회의원